# Parypse
Parypse – wieś w Polsce położona w województwie lubelskim, w powiecie chełmskim, w gminie Chełm.
W latach 1975–1998 miejscowość administracyjnie należała do województwa chełmskiego. 
Wieś stanowi sołectwo gminy Chełm. Według Narodowego Spisu Powszechnego (III 2011 r.) liczyła 245 mieszkańców i była 21. co do wielkości miejscowością gminy.
22 maja 1942 żołnierze niemieccy zamordowali 8 mieszkańców wsi.
Wierni Kościoła rzymskokatolickiego należą do parafii Najświętszej Maryi Panny Królowej Polski w Stawie Lubelskim.